# 섹스 온 더 비치

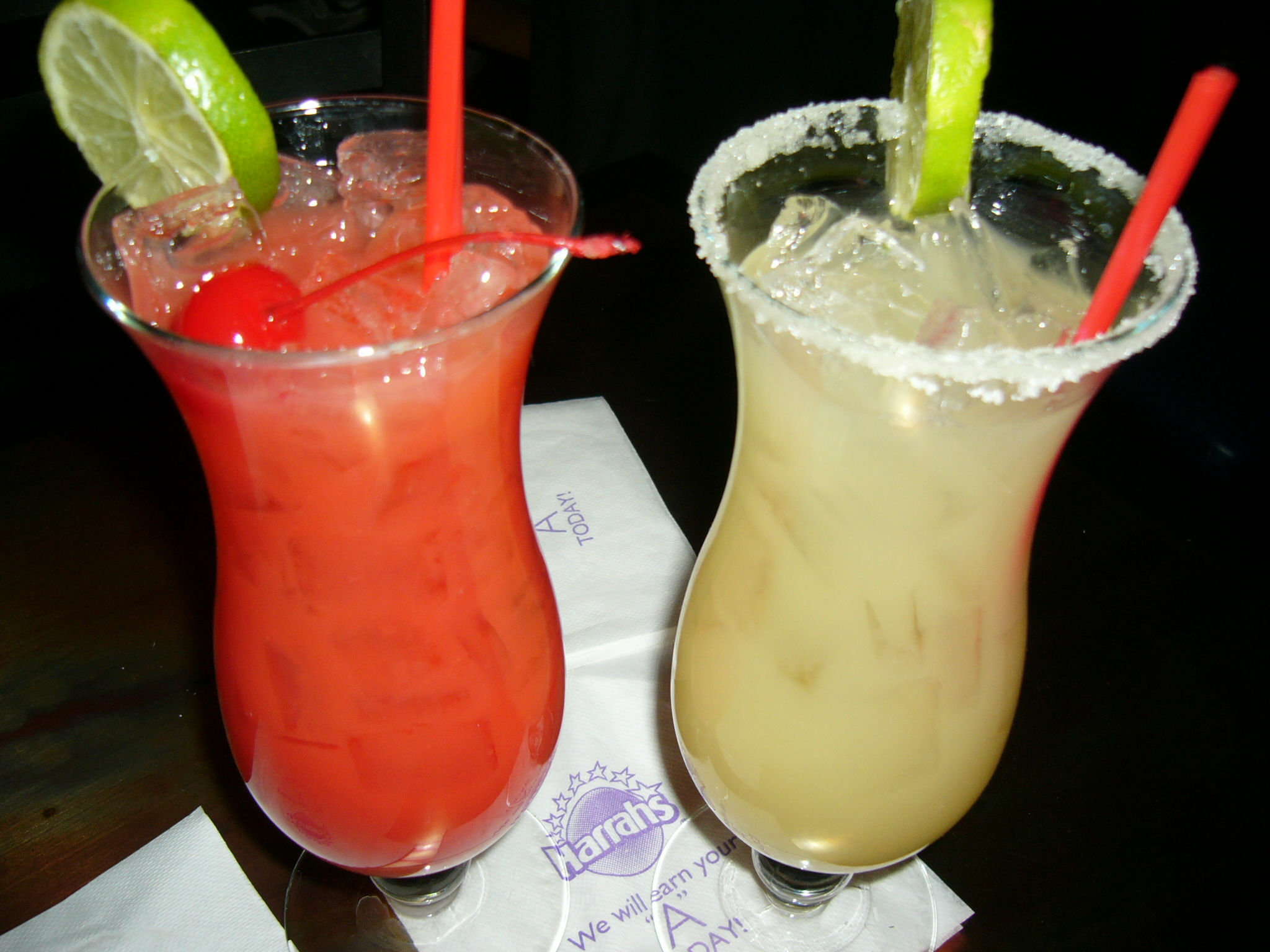
섹스 온 더 비치(왼쪽)와 마르가리타(오른쪽)

섹스 온 더 비치(Sex on the Beach)는 보드카 기반의 칵테일이다.

## 재료
- 1 온스 보드카
- 1/2 온스 복숭아 증류주(peach schnapps)
- 2 온스 크랜베리 주스
- 2 온스 오렌지 주스

## 변형
대단히 많은 변형이 있고 다양한 형태로 즐길 수 있다. 붉은 색의 강렬함이 해변과 잘 어울린다. 샹보르(Chambord)를 첨가하는 것이 좋지만 가격이 비싸므로 흔하지는 않다. 복숭아 증류주는 피치 트리(Peach Tree)를 많이 쓰고, 미도리(Midori)나 그레나딘 시럽(grenadine syrup)을 첨가하는 수도 있다. 주스를 파인애플 주스나 포도 주스로 대체하는 경우도 많다.